# Società Sportiva Vita Nova 1947-1948
Questa voce raccoglie le informazioni riguardanti la Società Sportiva Vita Nova nelle competizioni ufficiali della stagione 1947-1948.

## Rosa
| N. |                   | Ruolo | Calciatore       |
| -- | ----------------- | ----- | ---------------- |
|    | Italia (bandiera) | D     | G. Bernardi      |
|    | Italia (bandiera) | A     | Aldo Birolini    |
|    | Italia (bandiera) | A     | Giuseppe Cagnoni |
|    | Italia (bandiera) | D     | Canini           |
|    | Italia (bandiera) | A     | M. Carminati     |
|    | Italia (bandiera) | C     | L. Carrara       |
|    | Italia (bandiera) | C     | R. Colleoni      |
|    | Italia (bandiera) | A     | L. Colombi       |
|    | Italia (bandiera) | C     | Mario Consonni   |
|    | Italia (bandiera) | A     | Cortinovis       |
|    | Italia (bandiera) | C     | F. Coter         |
|    | Italia (bandiera) | C     | Luigi Fosti      |

| N. |                   | Ruolo | Calciatore                          |
| -- | ----------------- | ----- | ----------------------------------- |
|    | Italia (bandiera) | A     | Giovanni Battista Fracassetti (III) |
|    | Italia (bandiera) | C     | M. Fracassetti (I)                  |
|    | Italia (bandiera) | A     | A. Gatti                            |
|    | Italia (bandiera) | P     | Egidio Giupponi                     |
|    | Italia (bandiera) | P     | Secondo Lanfranco                   |
|    | Italia (bandiera) | C     | G. Locatelli                        |
|    | Italia (bandiera) | D     | Umberto Maggi                       |
|    | Italia (bandiera) | C     | Aldo Mantecca                       |
|    | Italia (bandiera) | A     | D. Marchetti                        |
|    | Italia (bandiera) | A     | V. Rigamonti                        |
|    | Italia (bandiera) | D     | M. Sirtoli                          |
|    | Italia (bandiera) | A     | Eugenio Zordan                      |